# Parque Ecológico do Paredão

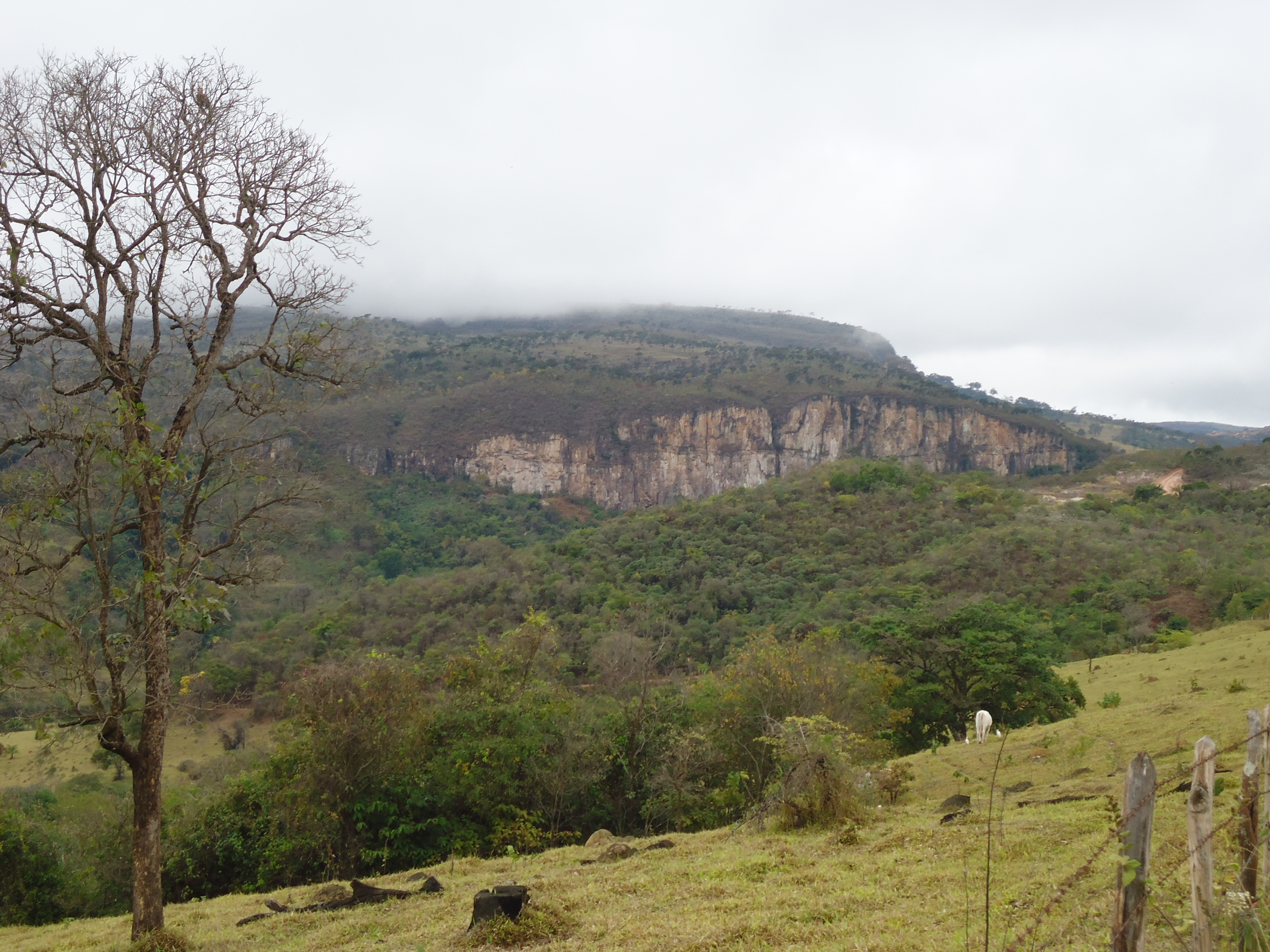
Vista do paredão rochoso que faz parte do parque ecológico.

Parque Ecológico do Paredão é uma unidade de conservação ambiental brasileira, situada no estado de Minas Gerais, no município de Guapé.

## Geografia

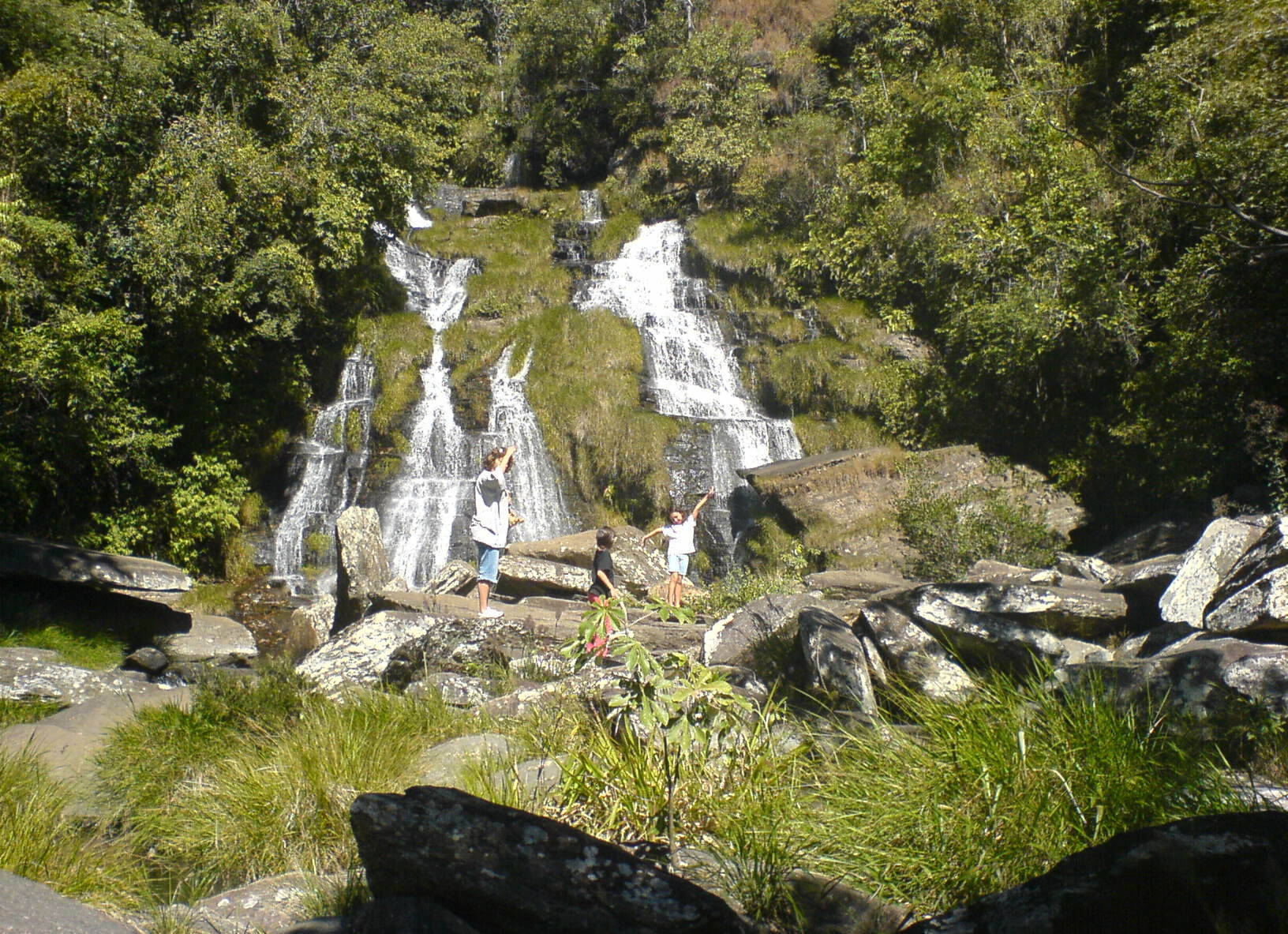
Cachoeira do Parque Ecológico do Paredão.

Localizado a 18 km da cidade de Guapé e a 6 km do distrito de Aparecida do Sul, o parque é um dos pontos turísticos de Guapé.
Formado em uma fenda entre serras, o parque abriga três grandes cachoeiras, paredões de pedra, além da mata nativa.
O local foi tombado pela Prefeitura Municipal de Guapé em 2002.
A região está sujeita a cabeça de água.